# Sân vận động Mogadishu
Sân vận động Mogadishu (tiếng Somalia: Garoonka Muqdisho; tiếng Ả Rập: استاد مقديشو) là một sân vận động ở Mogadishu, Somalia. Sân vận động đã được xây dựng lại hoàn toàn và sân cỏ nhân tạo đã được thay thế vào ngày 27 tháng 3 năm 2020.

## Lịch sử

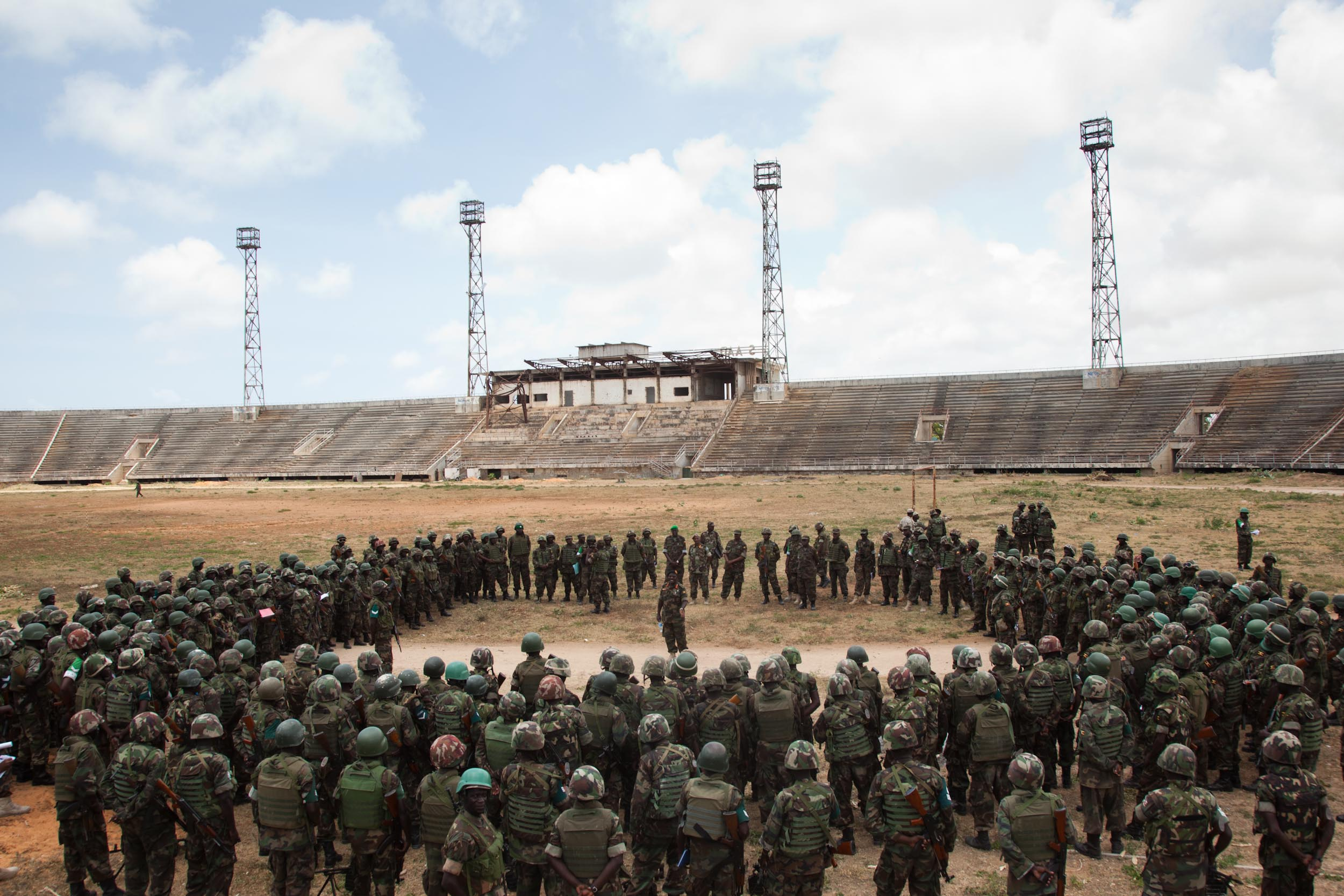
Sân vận động vào năm 2011

Cơ sở được xây dựng vào năm 1977 dưới thời chính quyền Siad Barre, với sự hỗ trợ của các kỹ sư Trung Quốc. Mặc dù sân vận động Mogadishu chủ yếu được sử dụng để tổ chức các hoạt động thể thao, địa chỉ tổng thống và các cuộc biểu tình chính trị khác, cũng được tổ chức ở đó.
Vào năm 1987, ca sĩ nổi tiếng Magool đã tổ chức buổi hòa nhạc "Mogadishu và Magool" nổi tiếng tại sân bóng rổ (liền kề sân bóng đá), một phần của cơ sở/làng thể thao rộng lớn này. Đây là một trong những sự kiện âm nhạc lớn nhất được tổ chức vào thời điểm đó, với hàng ngàn người tham dự.
Sau khi bắt đầu cuộc nội chiến vào đầu những năm 1990, sân vận động đã được sử dụng làm căn cứ bởi các phe phái vũ trang khác nhau. Một vài trận bóng đá được tổ chức liên tục trong thời gian đó, nhưng cơ sở vẫn nằm dưới sự kiểm soát của các chiến binh.
Vào năm 2006, FIFA đã tài trợ cho việc lắp đặt một sân cỏ nhân tạo mới tại sân vận động Mogadishu. Tuy nhiên, địa điểm cùng với các cơ sở địa phương khác dần dần phát sinh thiệt hại về cơ sở hạ tầng.
Khi nhóm nổi dậy Al-Shabaab bao vây phần lớn Mogadishu và các khu vực phía Nam khác trong năm 2008, chúng đã cấm các hoạt động thể thao. Vào tháng 8 năm 2011, trong Trận chiến Mogadishu (2010–2011), Quân đội Quốc gia Somalia (SNA) được hỗ trợ bởi quân đội AMISOM đã chiếm lại thủ đô và sân vận động từ các chiến binh.
Năm 2013, Chính phủ Liên bang Somalia mới thành lập đã bắt đầu cải tạo sân vận động kết hợp với các quan chức Trung Quốc.
Vào năm 2015, sân cỏ nhân tạo đã được tân trang lại. Sân vận động cũng bắt đầu trở thành một trong những địa điểm thể thao chính ở thủ đô cho các trận bóng đá của Giải bóng đá hạng nhất quốc gia Somalia.

## Cải tạo

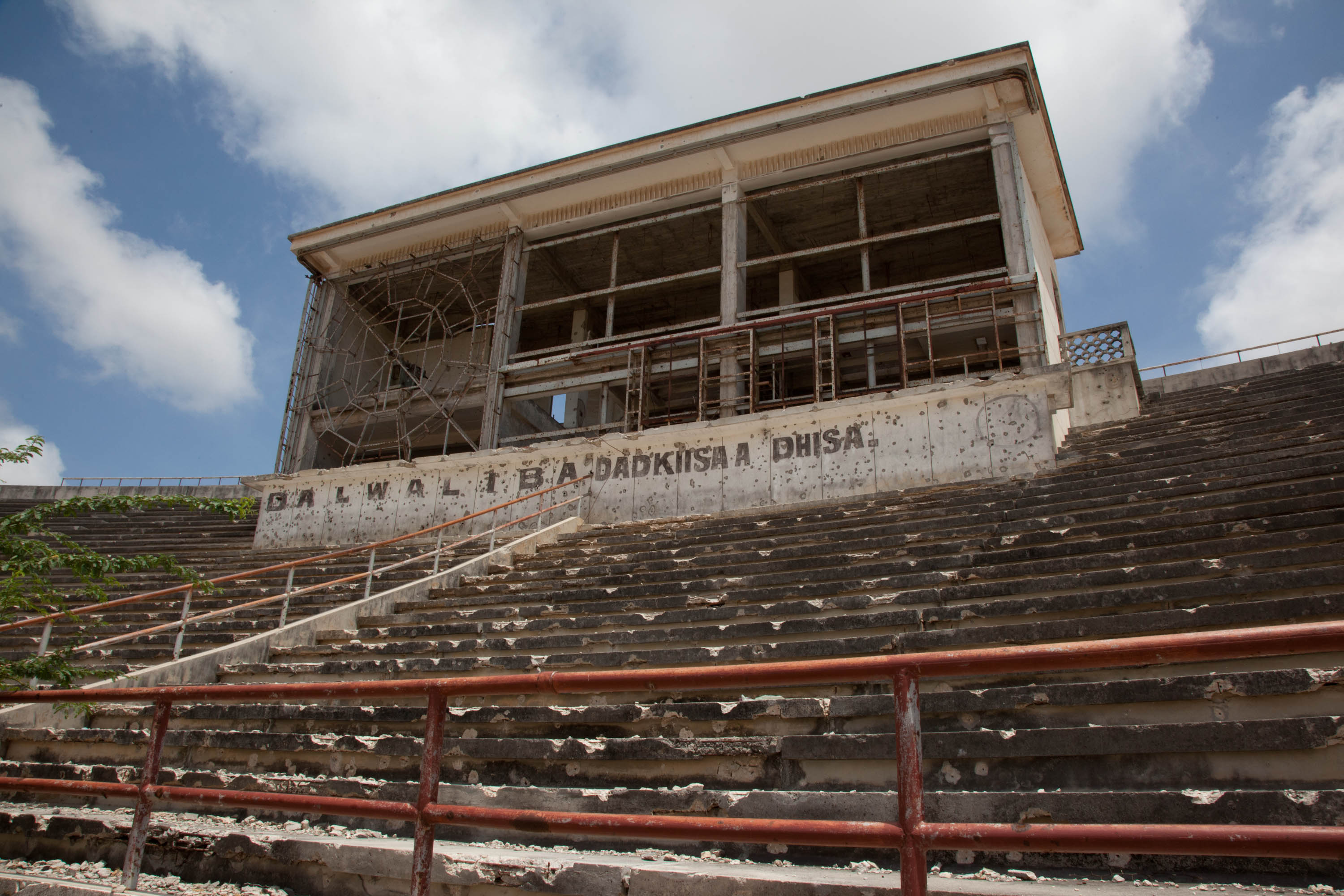
Khán đài

Vào tháng 9 năm 2013, Chính phủ Liên bang Somalia và đối tác Trung Quốc đã ký một thỏa thuận hợp tác song phương chính thức tại Mogadishu như một phần của kế hoạch phục hồi quốc gia 5 năm ở Somalia. Theo các điều khoản của thỏa thuận, chính quyền Trung Quốc dự kiến sẽ xây dựng lại một số địa điểm cơ sở hạ tầng chính ở thủ đô Somalia và các nơi khác, bao gồm sân vận động Mogadishu. Việc cải tạo được hoàn thành vào năm 2020 và dự kiến sẽ tổ chức lễ kỷ niệm độc lập lần thứ sáu mươi vào ngày 1 tháng 7 năm 2020.

## Sức chứa và cơ sở vật chất
Sân vận động Mogadishu có sức chứa 65.000 người. Nó có một sân thi đấu, cũng như làn đường chạy điền kinh, bóng đá, bóng rổ, bóng chuyền và quần vợt.